# Und das Leben geht weiter (1992)
Und das Leben geht weiter (persisch زندگی و دیگر هیچ, Zendegi va digar hich) ist ein iranischer semidokumentarischer Spielfilm des Regisseurs Abbas Kiarostami aus dem Jahr 1992. Der Film begleitet einen Regisseur auf seiner Reise durch den Norden Irans, der vom Manjil-Rudbar-Beben 1990 schwer getroffen wurde.

## Hintergrund
Nachdem 1990 ein schweres Erdbeben den Norden Irans erschüttert hatte, reiste Regisseurs Abbas Kiarostami in die Region, um nach den beiden Hauptdarstellern zu suchen, mit denen er vier Jahre zuvor den Film Wo ist das Haus meines Freundes? gedreht hatte. Seine Reise durch das Katastrophengebiet inspirierte Kiarostami, einen halbdokumentarischen Film zu machen. Hierbei begleitet er einen Vater mit seinem Sohn, der ebenfalls nach den beiden Kindern sucht.

## Kritik
Das Lexikon des internationalen Films urteilte, entstanden sei ein „zutiefst humaner Film, der von der Hoffnung auf ein Morgen lebt und der Natur des Menschen die Zuversicht zuschreibt“. Und das Leben geht weiter sei „trotz des ernsten Themas ein mitunter heiterer Film, der Mut machen will und durch den liebevollen Umgang der beiden Hauptdarsteller miteinander überzeugt.“